# 히메노클라디아과
히메노클라디아과(Hymenocladiaceae)는 진정홍조강 분홍치목에 속하는 홍조류과의 하나이다. 4속 17종으로 이루어져 있다.

## 하위 속
- 아스테로메니아속 (Asteromenia) - 7종
- 에리트리메니아속 (Erythrymenia) - 유일종 E. obovata
- 히메노클라디아속 (Hymenocladia) - 8종
- 페르벨라속 (Perbella) - 유일종 P. minuta